# Wapiti
Der Wapiti (Cervus canadensis) ist eine Säugetierart aus der Familie der Hirsche (Cervidae). Unter der Bezeichnung werden die in Nordamerika lebenden Tiere samt einigen ostasiatischen Unterarten zusammengefasst, die früher allesamt als Unterart des Rothirschs galten. Viele Wapitis sind deutlich größer als europäische Rothirsche. In der Familie der Hirsche ist lediglich der Elch größer.
In Nordamerika wird die Art meist elk genannt, während dies im britischen Englisch die Bezeichnung für den Elch ist, welcher in Nordamerika wiederum moose heißt. Die Bezeichnung Wapiti („weißes Hinterteil“) stammt von den Shawnee-Indianern.
Wapitis haben eine Schulterhöhe von 0,75 bis 1,50 Metern und wiegen 230 bis 450 Kilogramm. Die Männchen sind meist etwa doppelt so schwer wie die Weibchen. Die Geweihe der Tiere messen 1,0 bis 1,5 Meter von Spitze zu Spitze. Wapitis sind bekannt für ihre lauten trompetenden Rufe während der Brunftzeit.

## Lebensweise

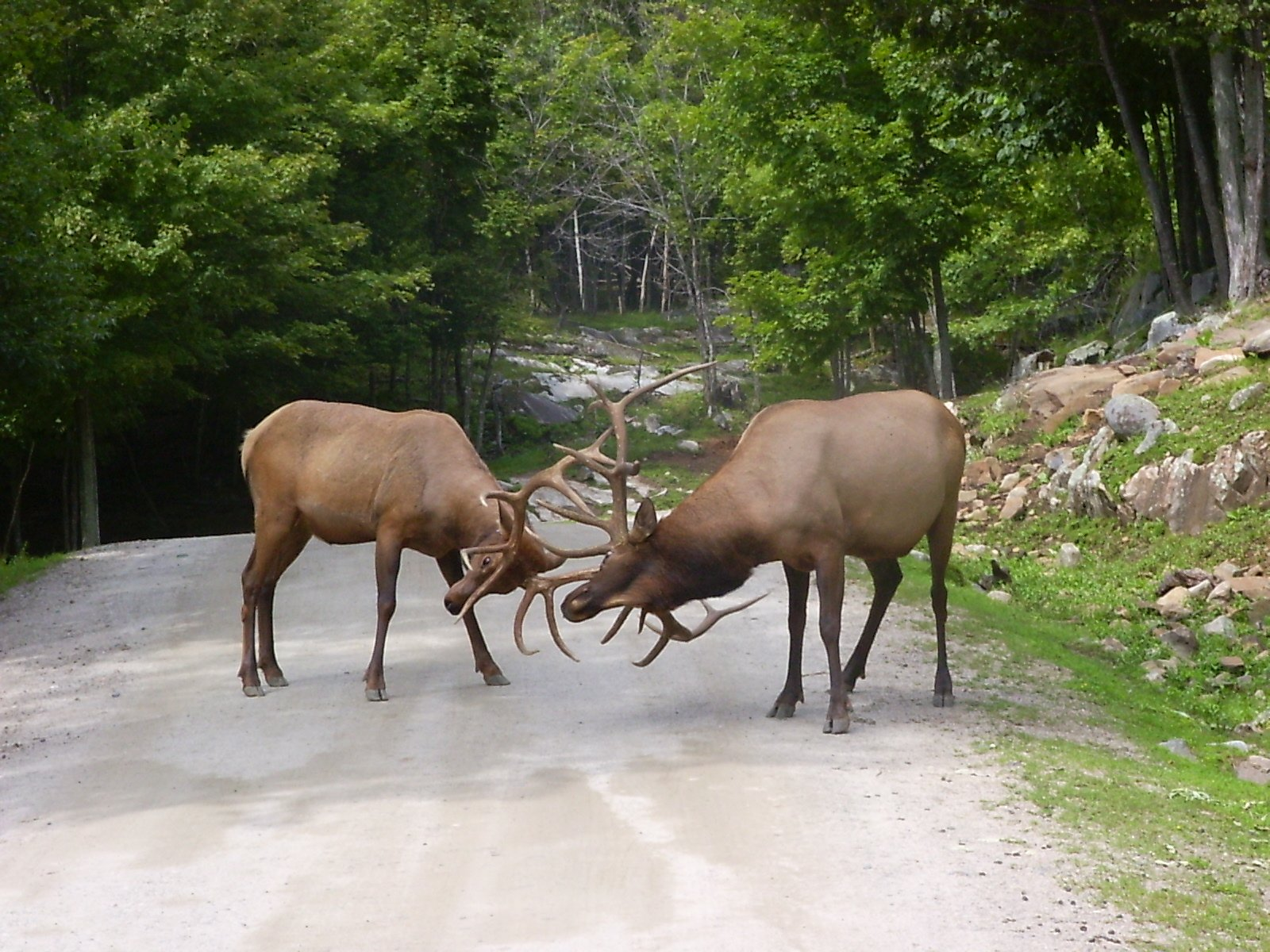
Kämpfende Wapitihirsche

Bei den Wapitis leben die Weibchen ähnlich den Rothirschen in größeren oder kleineren Herden, die einem meist älteren, aber noch gebärfähigen Tier folgen. Oft schließen sich diesen Herden schwächere und jüngere Männchen an. Diese Herden sind größtenteils standorttreu; einzig, wenn sie stark beunruhigt sind, ziehen die Herden weiter. In der Zeit, die der Brunft vorausgeht, leben die meisten Hirsche in großen Herden, während ältere Hirsche gelegentlich mit einem jüngeren Hirsch einzelgängerisch ziehen. Hirsche halten in dieser Zeit meist an ihrem Standort fest. In der Paarungszeit lösen sich die Herden auf, und die Männchen ziehen oft kilometerweit bis zu ihren Brunftrevieren. Dort kommt es zu Kämpfen um die Weibchen zwischen dem Platzhirsch und rivalisierenden, meist jüngeren Männchen, die teilweise tödliche Verletzungen zur Folge haben können.
Die Tragzeit beträgt etwa 260 Tage. Das einzige Kalb wiegt bei der Geburt etwa 15 Kilogramm und ist zunächst gefleckt. Diese Flecken verschwinden nach etwa drei Monaten. Ein halbes Jahr lang wird das Kalb vom Muttertier gesäugt. Die Lebensdauer beträgt in Gefangenschaft 25 Jahre, in der Wildnis aber sterben Wapitihirsche meistens vor dem fünfzehnten Lebensjahr. Vor allem die Männchen haben eine hohe Sterblichkeit wegen der Heftigkeit ihrer Kämpfe und aufgrund intensiver Bejagung.
Der Wapiti ist ein „Graser“, er ernährt sich also vornehmlich von Gras, nimmt jedoch auch je nach Bedingungen andere Nahrung zu sich. Dabei handelt es sich vor allem um junges Laub, Wurzelknollen, Eicheln, Bucheckern, Kastanien, wildes Obst, Knospen und junge Zweigspitzen von Nadelhölzern. Im Winter fressen die Tiere außerdem Moose und Flechten.

## Vorkommen

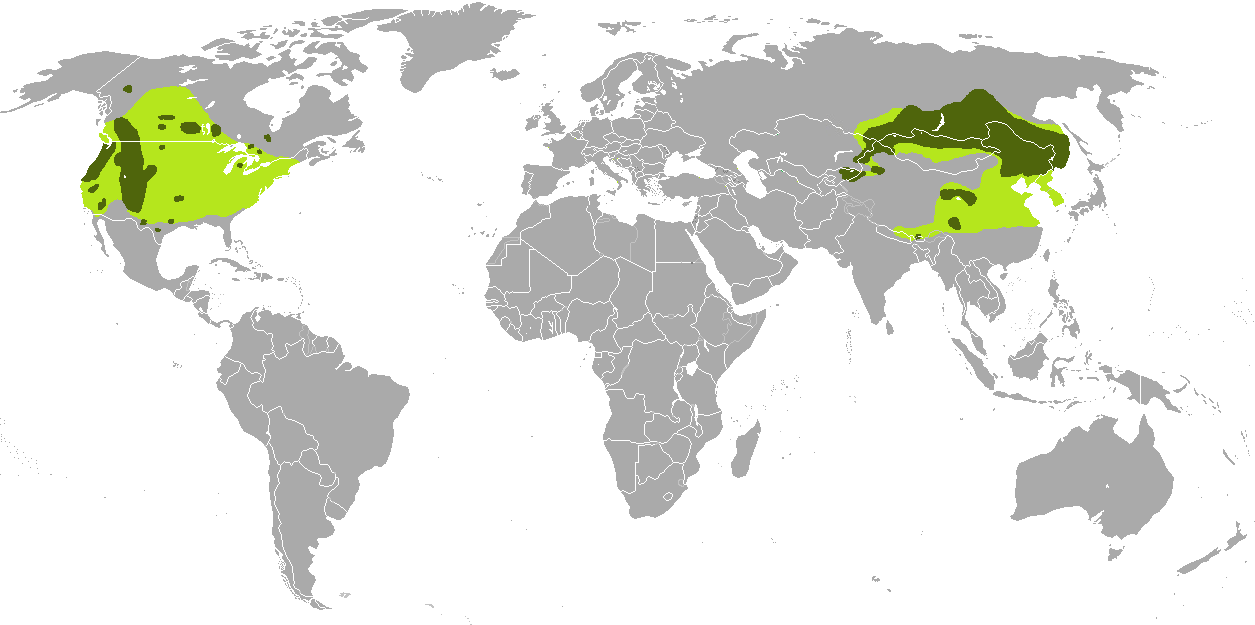
Ursprüngliches (hellgrün) und heutiges Verbreitungsgebiet (dunkelgrün)

Wapitis leben als eine der größten nordamerikanischen Wildtierarten in offenen Wäldern oder in Waldnähe. Im Sommer steigen sie in Bergregionen in große Höhen auf, im Winter bevorzugen sie geschütztere und tiefer gelegene Gegenden.
Früher war der Wapiti in Nordamerika, speziell in der Gegend der Rocky Mountains, weit verbreitet. Der Östliche Wapiti (C. c. canadensis) lebte in verschiedenen Bundesstaaten östlich des Mississippi Rivers. Nach seinem Aussterben durch die Jagd brachte man westliche Wapitis in diese Gegend.
Die heutige Zahl der nordamerikanischen Wapitis wird auf rund ein Zehntel des historischen Vorkommens von zehn Millionen geschätzt. Wie auch andere nordamerikanische Wildarten erreichte der Wapiti den Tiefpunkt um 1900. Seither ist ihre Zahl dank Jagdkontrollen wieder steigend, allerdings wurde in den letzten zehn Jahren in einigen Regionen ein Rückgang beobachtet (s. Natürliche Feinde). 1989 schätzte man in Nordamerika ein Vorkommen von 782.500, wovon etwa 72.000 in Kanada und der Rest in den USA lebten. 20.000 lebten auf Wapiti-Ranches, wo sie ihres Fleisches und ihres Geweihes wegen oder zur Jagd gehalten werden.
Die meisten Wapitis leben im Westen, hauptsächlich in der Region der Rocky Mountains. Östlich des Mississippi gibt es nur etwa 3500 Wapitis, verteilt auf sieben Bundesstaaten. Im östlichen Kanada ist die Population ähnlich gering.
In Asien leben Wapitis im südlichen Sibirien und in Teilen Zentralasiens. Früher waren sie weit verbreitet, heute umfasst ihr Verbreitungsgebiet nur mehr die Bergketten westlich und östlich des Baikalsees, das Sajangebirge, das Altaigebirge, die Tianshan-Region sowie Teile der Mongolei und der Amurregion. Im Süden sind sie in Asien in Osttibet, im Himalaya und in Zentralchina verbreitet. Ihr Lebensraum ähnelt dem der nordamerikanischen Wapitis.
US-Präsident Theodore Roosevelt schenkte Neuseeland eine Herde Wapitis, die im südwestlichen Teil der South Island freigesetzt wurden. Heute sind die echten Wapitis nur noch selten zu finden, da sie sich mit den auf Neuseeland sehr häufigen europäischen Rothirschen, die vor allem durch britische Siedler eingeführt wurden, gekreuzt haben.
Viele dieser Tiere leben isoliert auf Wapitifarmen und sollten in regelmäßigen Abständen wieder in die Freiheit entlassen werden. Dies wurde allerdings durch einen Regierungsbeschluss verhindert, der die Freisetzung gebietsfremder Tiere (Neozoen) in Neuseeland heute verbietet.

## Natürliche Feinde
Wapitis sind durch die Chronic Wasting Disease gefährdet, eine BSE-ähnliche Krankheit, die in Nordamerika speziell bei ihnen und den anderen amerikanischen Hirscharten Weißwedelhirsch und Maultierhirsch verbreitet ist.
Ausgewachsene Wapitis werden von Pumas, Leoparden, Wölfen, Braunbären und vom Sibirischen Tiger gejagt. Kojoten und Schwarzbären sowie Eurasischer Luchs, Kanadischer Luchs und Rotluchs sind in der Lage, Kälber und unerfahrene Jungtiere zu reißen.
In den letzten zehn Jahren (Stand: 2013) wurde eine stetige Abnahme der Population im Yellowstone-Nationalpark und dessen Umgebung festgestellt. Die amerikanischen Biologen konnten nach einer langen Forschungszeit einen Zusammenhang mit dem Verschwinden der Yellowstone-Cutthroat-Forellen feststellen. Der Cutthroat-Forelle wurde der Lebensraum zunehmend durch den nicht heimischen Amerikanischen Seesaibling streitig gemacht. Da die Forelle für die im Nationalpark lebenden Grizzlybären den wichtigsten Eiweißlieferanten nach dem Winterschlaf darstellte, mussten die Tiere auf andere Eiweißquellen ausweichen und ersetzten den Fisch durch Wapitikälber. Seit einiger Zeit wird ein Versuch unternommen, den Amerikanischen Seesaibling auszurotten, um das ursprüngliche Gleichgewicht wieder herzustellen.

## Geschichte

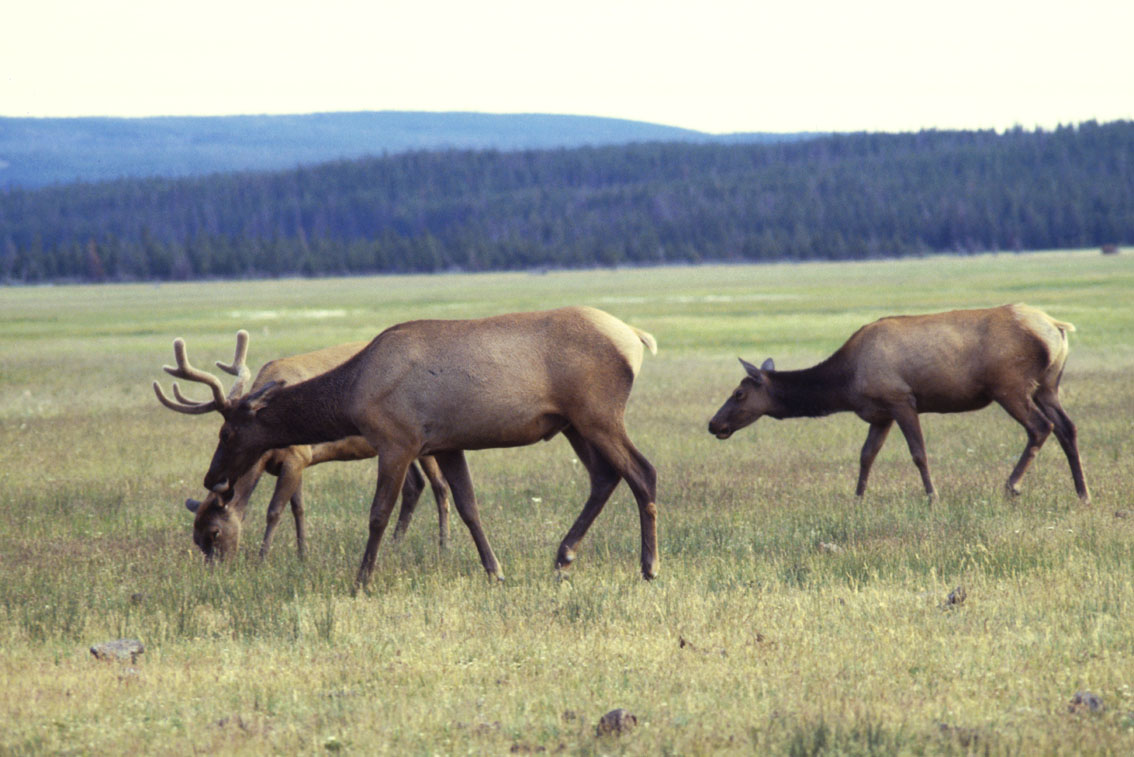
Wapiti-Bulle mit zwei Weibchen

In Nordamerika erschien der Wapiti vermutlich erst vor 120.000 Jahren, als er in der letzten Kaltzeit – ebenso wie die Elche und Karibus – aus Asien über die Beringstraße einwanderte. Von dort breitete er sich nach Süden und Osten aus. Er stammt wahrscheinlich vom Altai-Maral (C. e. sibiricus) ab, manchmal auch als Altai-Wapiti bezeichnet, der zu dieser Zeit große Bereiche der Taiga Sibiriens bewohnte.
Vor etwa 70.000 Jahren lebten die Wapitis isoliert in vier verschiedenen Populationen. Eine befand sich in der Alaska/Yukon-Region, eine in der Küstenregion von Washington/Oregon, eine im westlichen Kalifornien und die vierte östlich der Kaskadenkette und der Sierra-Nevada-Berge, bis zu den Appalachen, ins südliche Kanada und ins nördliche Mexiko.
Die Wapiti-Population in Washington/Oregon teilte sich später in zwei unterschiedliche Unterarten, die Olympic-Wapitis des südwestlichen British Columbia, Washington, Oregon und des nordwestlichen Kalifornien; und die Tule-Wapitis in Zentralkalifornien. Vor rund 10.000 Jahren wurde eine Population der Wapitis im Osten isoliert und entwickelte sich zu den Merriam-Wapitis, die in Mexiko und in den südwestlichen USA beheimatet waren. Als die Plains entstanden, wurde wieder eine Population der Wapitis im Osten isoliert und entwickelte sich zu den Manitoba-Wapitis. Die im Osten verbliebenen Wapitis entwickelten sich zur Unterart der Östlichen Wapitis, die Wapitis im Westen zu den Rocky-Mountain-Wapitis. Als die Europäer Nordamerika eroberten, bewohnten diese sechs Wapiti-Unterarten den Kontinent.

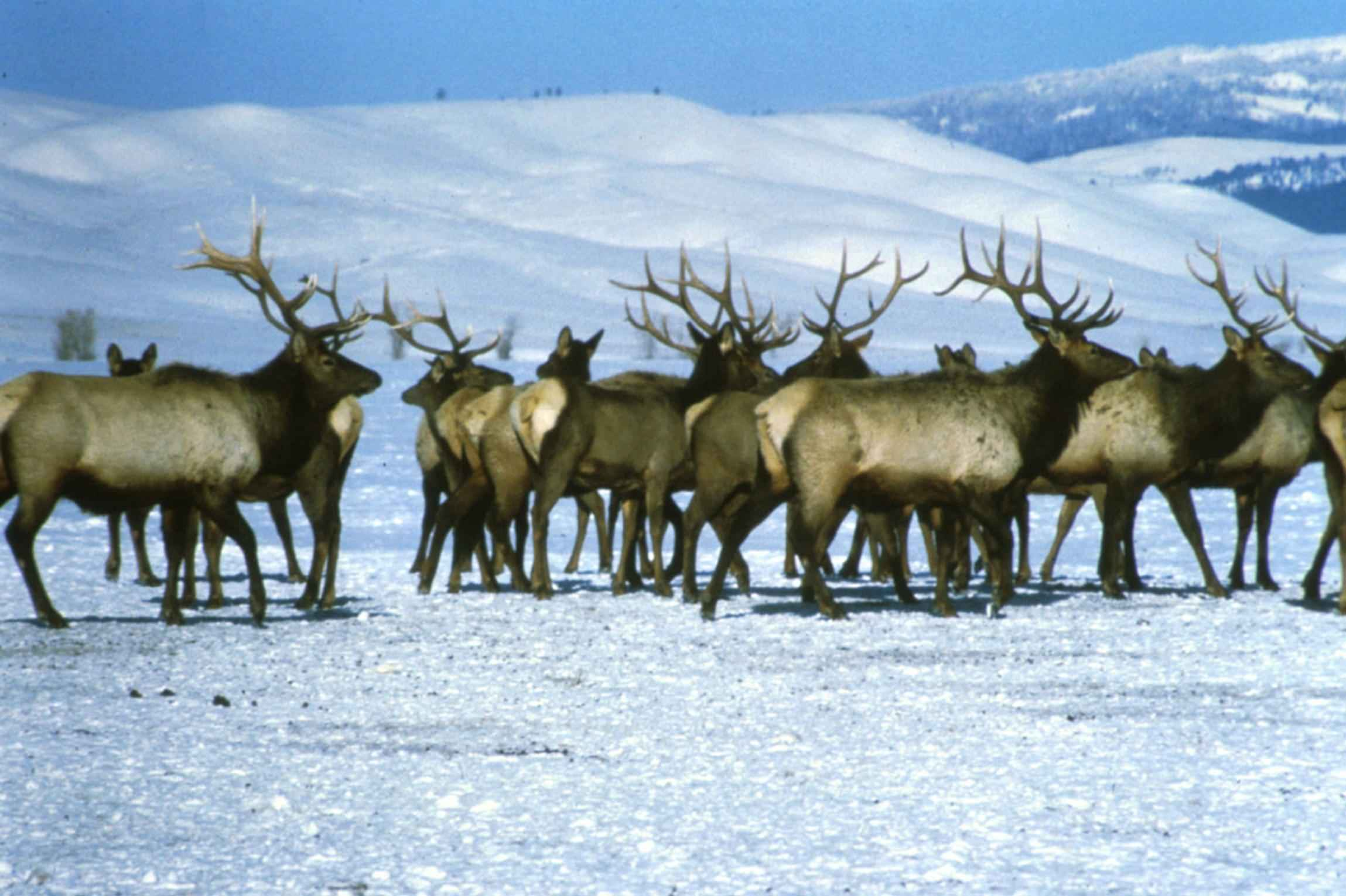
Wapiti-Hirschrudel

Wapitis wurden bereits von den Indianern gejagt. Mit der Ankunft der Europäer und deren Besiedelung des Westens stieg allerdings der Bedarf an Nahrung. Die Jagd zum Nahrungserwerb ging außerdem in eine Jagd zu Sportzwecken über. Betroffen waren davon vor allem die Bisons und die Wapitis. Die Östlichen Wapitis und die Merriam-Wapitis waren bald ausgerottet, der Rocky-Mountain-Wapiti überlebte nur knapp. Die Östlichen Wapitis erlagen der übermäßigen Jagd, die Merriam-Wapitis – auch Südwestliche Wapitis genannt – sowohl an übermäßiger Jagd als auch an Nahrungsarmut aufgrund der Ausdehnung der Wüsten. Der letzte Östliche Wapiti wurde 1849 im östlichen Tennessee geschossen.
In den frühen Jahren des 20. Jahrhunderts wurde die Jagd eingeschränkt: Wapitis durften nur noch während der Jagdsaison und auch dann nur in eingeschränkter Zahl geschossen werden. Diese Vorgaben retteten die verbliebenen Wapitis ebenso wie die Bisons vor dem Aussterben.
Kanadische Forscher stellten fest, dass sich Wapiti-Weibchen mit zunehmendem Alter verschiedene Verhaltensweisen aneignen, die es Jägern erheblich erschweren, ihnen erfolgreich nachzustellen. Sie lernen aus den tödlichen Fehlern ihrer Artgenossen, vor allem der Männchen.

## Systematik

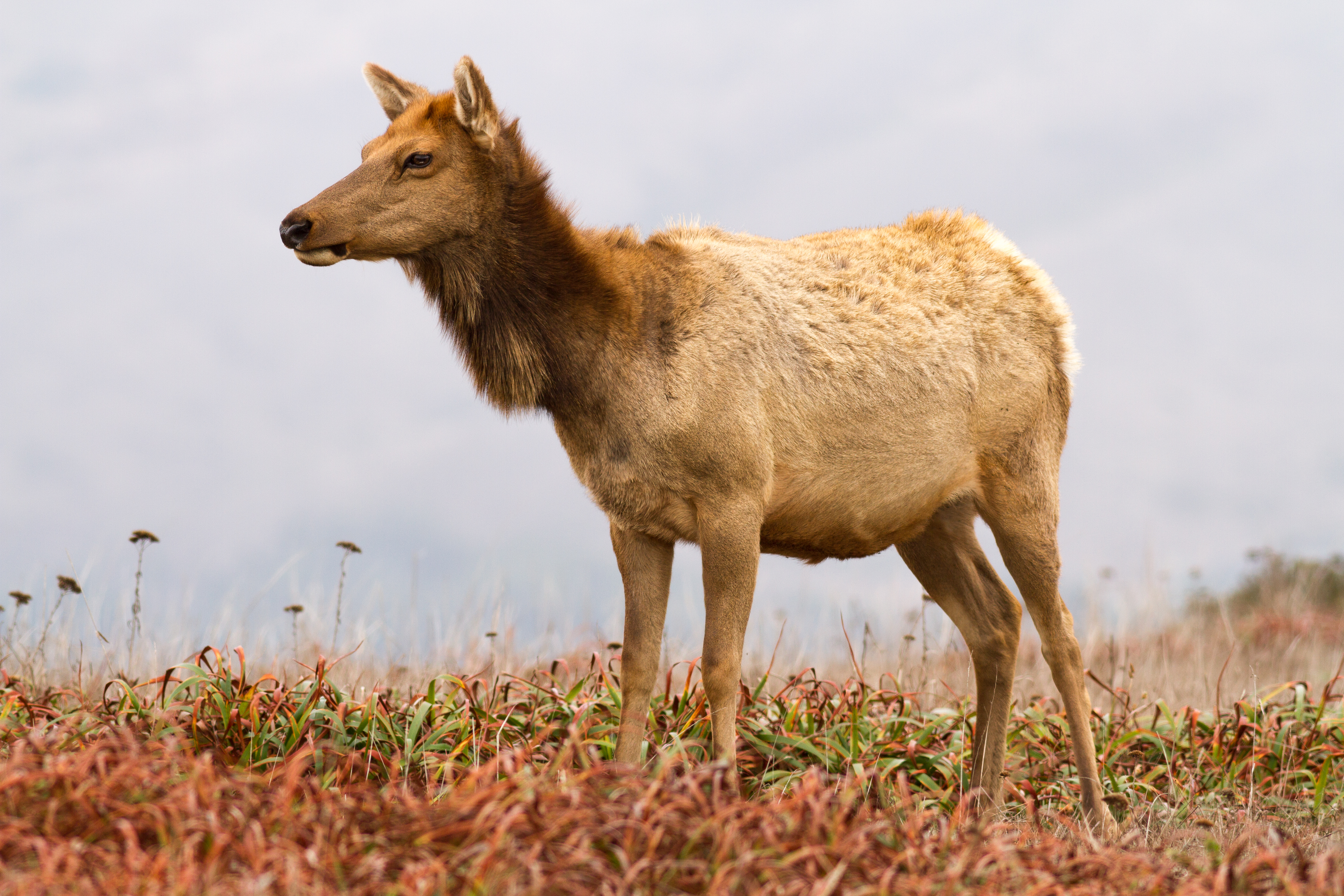
Tule-Wapiti im Point Reyes National Seashore

Früher ordnete man Wapitis als mehrere Unterarten des Rothirsches ein. Nach genetischen Untersuchungen wird er als eigenständige Art geführt.
Es werden sechs nordamerikanische und zwei asiatische Unterarten akzeptiert. Von den sechs nordamerikanischen Unterarten des Wapitis sind mit dem Östlichen Wapiti (C. c. canadensis) und Merriam-Wapiti (C. c. merriami) zwei bereits ausgestorben.
Die noch existenten Wapiti-Unterarten sind der Rocky-Mountain-Wapiti (auch Yellowstone-Wapiti, C. c. nelsoni), der Manitoba-Wapiti (C. c. manitobensis), der Olympic-Wapiti (auch Roosevelt-Wapiti, C. c. roosevelti) und der Tule-Wapiti (C. c. nannodes). Laut dem Zoologen Valerius Geist unterscheiden sich die sechs Unterarten aufgrund der Lebensbedingungen ihrer Umgebung; die genetischen Differenzen sind minimal. Die zwei asiatischen Unterarten umfassten den Altai-Maral (C. c. sibiricus) und den Tianshan-Wapiti (C. c. songaricus).

### Amerikanische und Nordasiatische Wapitis
Die Art Cervus canadensis umfasst alle nordamerikanischen Wapitis sowie die nordmongolischen und sibirischen Formen westlich des Baikalsees. Im Westen erreichen sie das Altaigebirge sowie das Tianshan- und Alatau-Gebiet. Folgende Unterarten wurden ursprünglich innerhalb dieser Gruppe unterschieden – möglicherweise sind sie jedoch alle einer einzigen Unterart (Cervus canadensis canadensis) zuzuordnen:

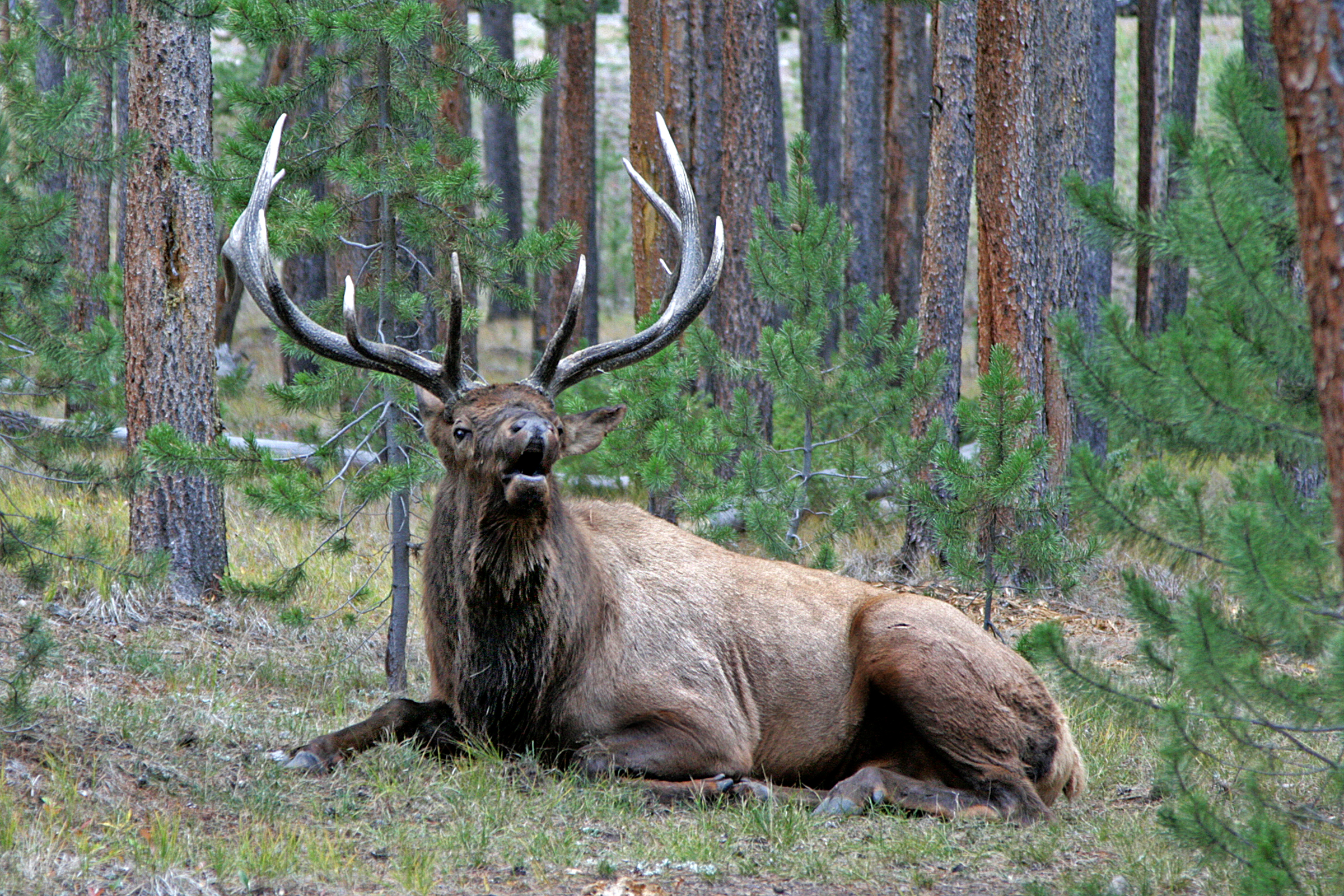
Wapiti-Bulle im Yellowstone-Nationalpark

Der Rocky-Mountain-Wapiti (Cervus canadensis nelsoni) kommt heute in den kanadischen Provinzen British Columbia und Alberta sowie in den US-Bundesstaaten Idaho, Montana, Washington, Oregon, Nevada, Utah, Arizona, New Mexico, Colorado, Wyoming, Nord- und Süd-Dakota vor. Vereinzelt trifft man ihn auch im westlichen Nebraska, im nordöstlichen Minnesota und im nördlichen Michigan an.
Die Population der Rocky-Mountain-Wapitis umfasst rund 750.000 Tiere. Alleine im Yellowstone-Nationalpark befinden sich im Sommer jeweils etwa 30.000 Exemplare dieser Unterart. Entgegen der üblichen Meinung ist der Rocky-Mountain-Wapiti nicht ein Tier der Prärie, welches sich wegen der zunehmenden Besiedlung durch die Europäer in die Berge zurückgezogen hat. Schon früher lebten Wapitis in den Rocky Mountains.
Ein Bulle wiegt etwa 300 bis 350 Kilogramm, eine Kuh etwa 200 bis 250 Kilogramm.
Die Bullen können eine Schulterhöhe von 1,5 Metern und eine Körperlänge von 2,5 Metern erreichen. Sie sind meist braun mit dunkelbraunen Beinen, Nacken und Bauch sowie einem hellen Hinterteil. Bullen können heller gefärbt sein als Kühe. Die Geweihe der Bullen haben gewöhnlich sechs oder mehr Enden pro Seite.
Der Roosevelt-Wapiti (Cervus canadensis roosvelti) bewohnt das nördliche Kalifornien und den westlichen Teil von Oregon, Washington und British Columbia. Einige wurden nach Afognak Island in Alaska umgesiedelt. Schätzungen der gesamten Population schwanken zwischen 20.000 und 30.000 Individuen. Roosevelt-Wapitis sind größer und dunkler als Rocky-Mountain-Wapitis. Die Bullen können bis zu 450 Kilogramm wiegen. Ihr Geweih formt häufig eine Krone oder einen Korb.
Der Manitoba-Wapiti (Cervus canadensis manitobensis) bewohnt das zentrale Manitoba, das östliche Saskatchewan und die Badlands in Süd-Dakota.
Viele dieser kanadischen Wapitis finden sich innerhalb oder in der Nähe des Riding Mountain National Parks, des Prince Albert National Parks sowie des Duck Mountain Provincial Parks.
Das Fell der Manitoba-Wapitis ist dunkler als dasjenige der Rocky-Mountain-Wapitis.
Sie sind nicht so groß wie die Rocky-Mountain-Wapitis, aber kompakter, so dass sie etwa gleich schwer sind. Die Population ist stabil bei etwa 10.000 Tieren.

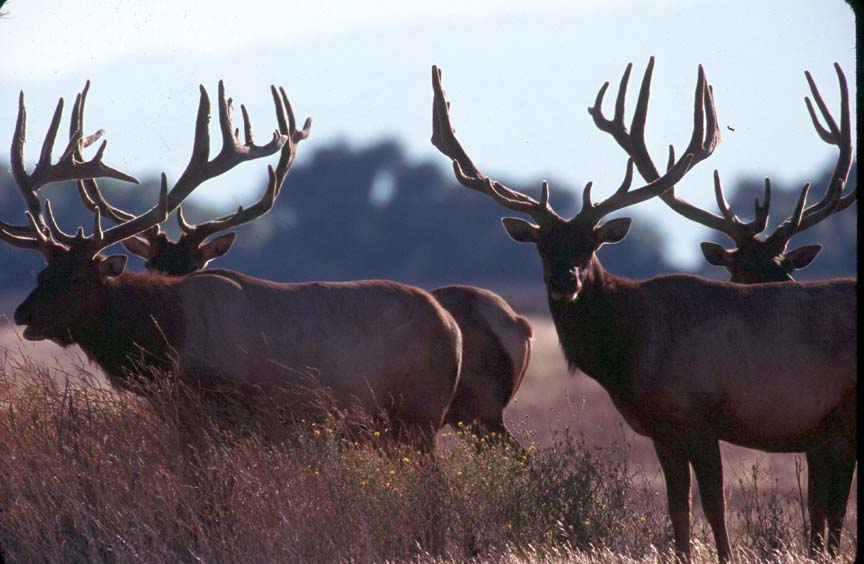
Tule-Wapiti

Früher lebten große Herden von Tule-Wapitis (Cervus canadensis nannodes) in den California Central Valley Grasslands und den California Chaparral and Woodlands im zentralen Kalifornien. Durch übermäßige Jagd wurden sie stark reduziert, bis sie knapp vor dem Aussterben standen. Der Rinderzüchter Henry Miller, der große Weiden im südlichen Central Valley besaß, erstellte in den 1870er Jahren ein kleines privates Reservat, um die Unterart zu retten.
1932 wurde die Herde permanent geschützt in einem 3,8 km² großen Anwesen in der Nähe von Buttonwillow, California, das heute als Tule Elk State Reserve bekannt ist. Weitere Tule-Wapitis finden sich in nahgelegenen Gegenden, meist auf privatem Grund. Die Tule-Wapitis sind kleiner als diejenigen der übrigen Unterarten, die Bullen wiegen durchschnittlich etwa 225 Kilogramm. Zurzeit gibt es etwa 2000 Tule-Wapitis. Die Jagd auf privatem Grund wurde inzwischen wieder erlaubt, ist aber mit einem Preis von 13.000 US-Dollar (2004) sehr teuer.
1978 wurden Tule-Wapitis auf der Pierce Point Ranch im Point Reyes National Seashore nördlich von San Francisco angesiedelt. Eine andere Herde befindet sich in der Ohlone Wilderness in Alameda County.

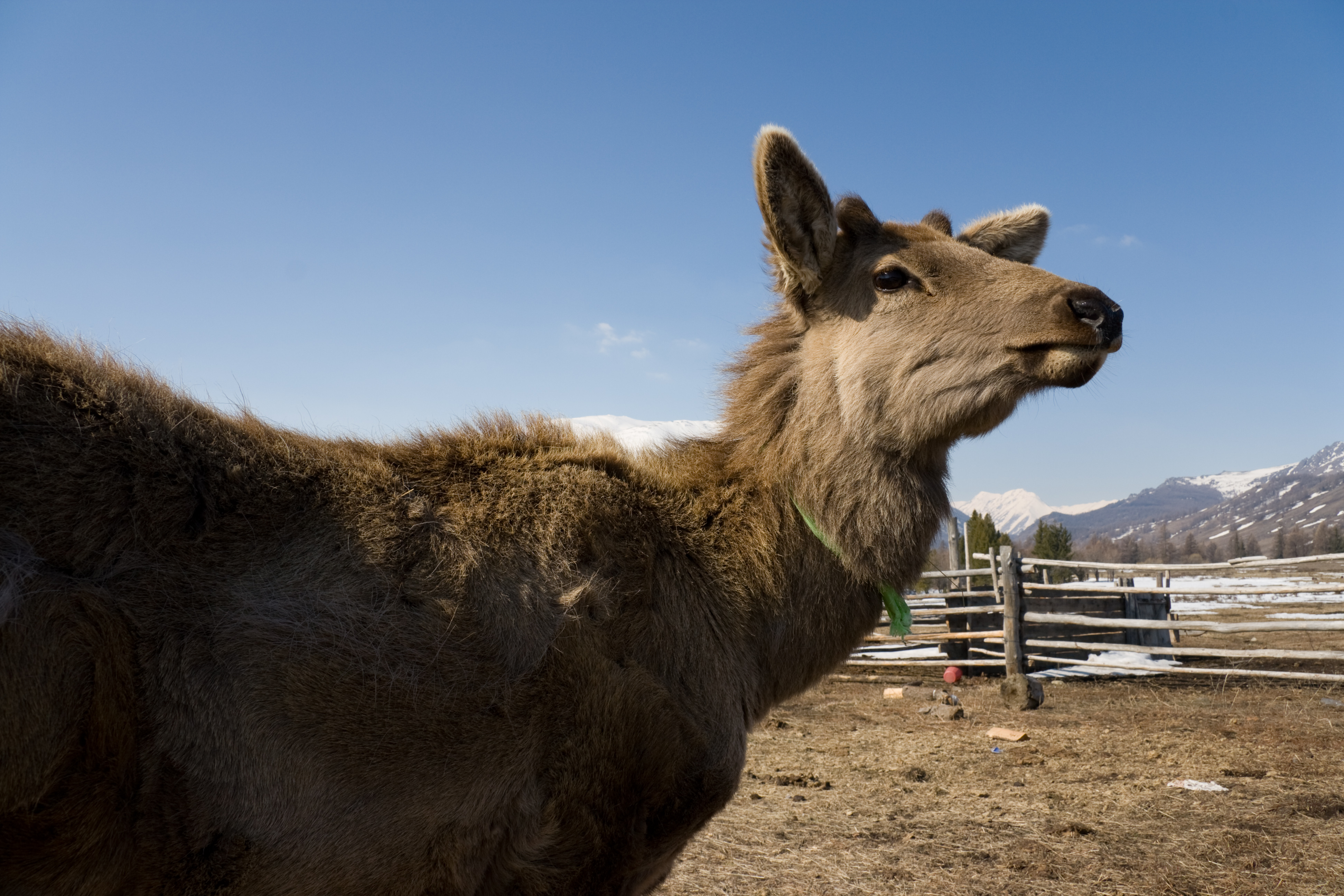
Altai-Maral (C. c. sibiricus)

Der Altai-Maral (Cervus canadensis sibiricus) oder Altai-Wapiti bewohnt das Altai- und das Sajangebirge, die nordwestliche Mongolei sowie die Gebiete westlich des Baikalsees. Er ähnelt den nordamerikanischen Formen und erreicht mit einem Gewicht von bis zu 300 kg und einer Schulterhöhe von bis 150–155 cm auch deren Ausmaße. Das Sommerkleid ist einfarbig zimtbraun; im Winter sind die Männchen an den Seiten gräulich braungelb, am Hals, Bauch, und den Schultern dunkler zimtbraun, die Weibchen graubraun gefärbt. Die helle Fellfärbung am Hinterteil erstreckt sich bis zur Kruppe.
Der Tianshan-Maral (Cervus canadensis songaricus) oder Tianshan-Wapiti ist im Tianshan- und Alatau-Gebiet verbreitet. Er ähnelt stark dem Altai-Maral und ist möglicherweise mit diesem identisch.

### Nord- und Südasiatische Wapitis und Isubrahirsche

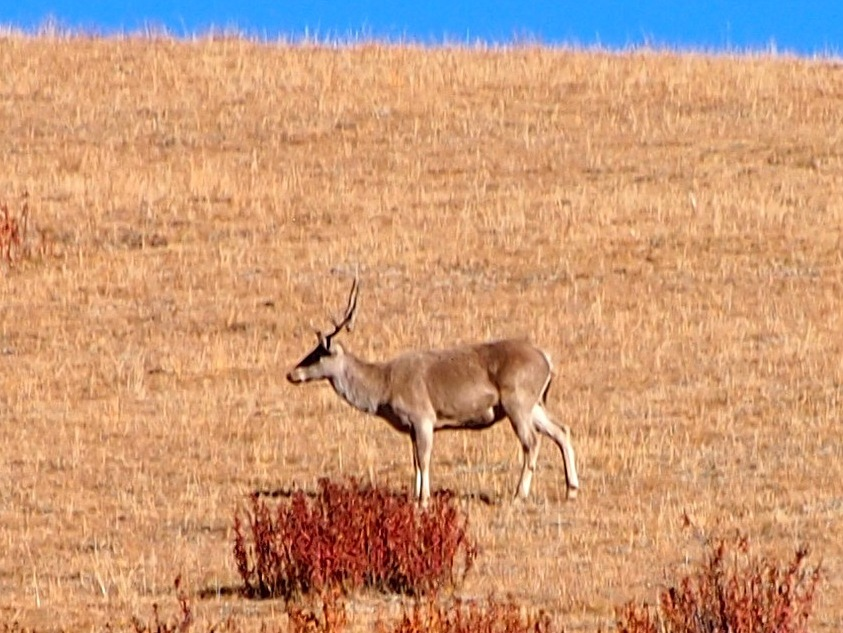
Tibetischer Rothirsch (Cervus wallichi)

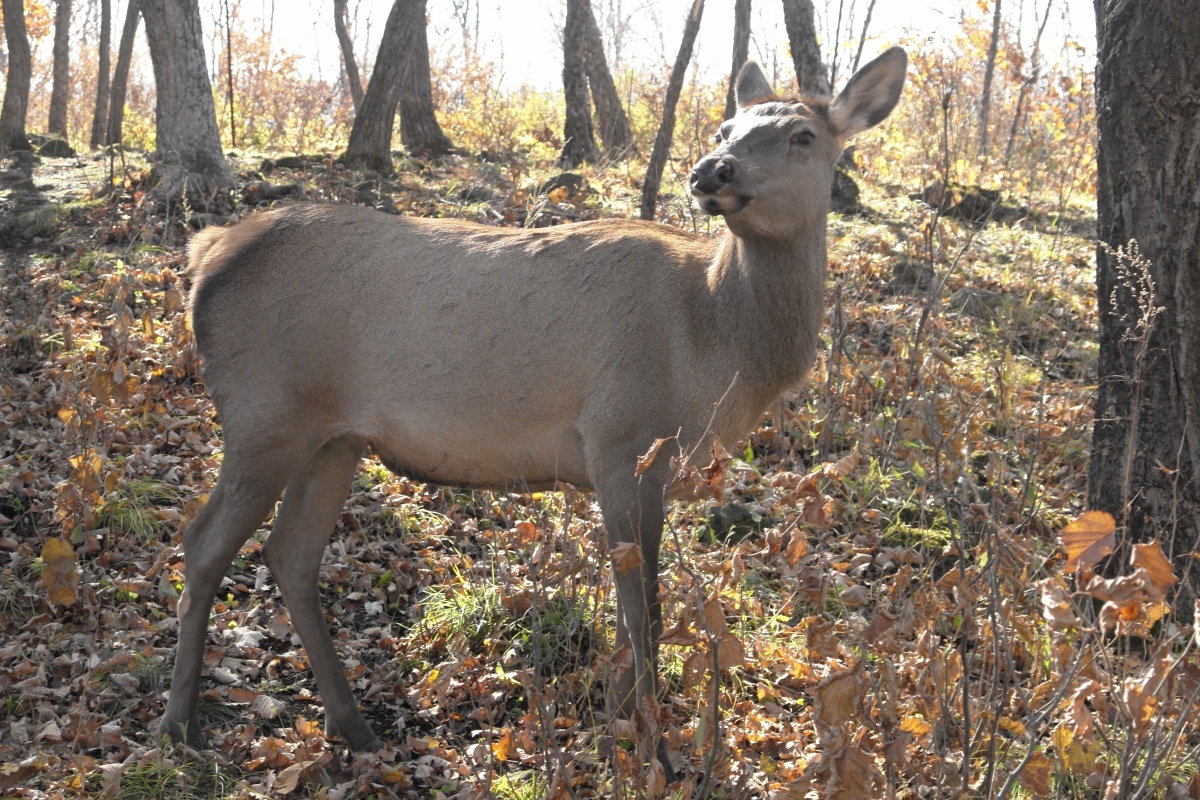
Isubrahirsch (Cervus xanthopygus)

In Asien kommen mehrere Hirscharten vor, die den genetischen Befunden zufolge sehr nah mit den eigentlichen Wapitis verwandt sind und sich auf zwei Gruppen verteilen. Eine engere Verwandtschaftsgruppe bilden der Szetschuan-Hirsch (Cervus macneilli) und der Tibetische Rothirsch (Cervus wallichii). Ursprünglich wurde auch der Kaschmirhirsch (Cervus hanglu hanglu) dazugezählt, der aber neueren Untersuchungen zufolge näher mit den westlichen Rothirschen der Cervus elaphus-Gruppe in Beziehung steht. Er wird heute als Unterart dem China-Rothirsch (Cervus hanglu) zugeordnet, dem auch der Bucharahirsch (Cervus hanglu bactrianus) und der Jarkenthirsch (Cervus hanglu yarkandensis) angehören.
Daneben besteht eine entferntere Beziehung zum Alashan-Wapiti (Cervus alashanicus) und zum Isubrahirsch (Cervus xanthopygus). Die systematische Stellung der Formen zu den eigentlichen Wapitis ist noch nicht völlig geklärt. So wurden bisweilen der Szetschuan-Hirsch, der Tibetische Rothirsch und der Kaschmirhirsch auch zu einer Art (Cervus wallichii) zusammengefasst, die im Deutschen ebenfalls den Namen „China-Rothirsch“ trug. Eine Revision der Hirsche aus dem Jahr 2011 erkannte die genannten Formen als eigenständige Arten an.
- Der Szetschuan-Hirsch oder MacNeill-Hirsch (Cervus macneilli Lydekker, 1909) lebt in China im nördlichen Qinghai, in Gansu, Shaanxi, West-Sichuan und im östlichen Tibet.[7] Bisweilen werden die nördlichen Populationen einer eigenen Unterart, dem Gansuhirsch (Cervus macneilli kansuensis) zugeschrieben.[5]
- Der Tibetische Rothirsch oder Schou (Cervus wallichii Cuvier, 1823) ist im Himalaya (südliches Tibet und Bhutan) verbreitet.[5] Er wurde bereits für ausgestorben gehalten, aber 1988 wiederentdeckt.
- Der Isubrahirsch (Cervus xanthopygus Milne-Edwards, 1867) lebt in Sibirien östlich des Baikalsees, in der Amurregion, der Ostmongolei, in Nordkorea und in Nordchina. Isubrahirsche erreichen eine Schulterhöhe von 145 cm und ein Gewicht von bis zu 250 kg. Das Fell ist im Sommer hell rostrot, im Winter grau-gelbbraun gefärbt. Der große, breite Spiegel ist im Sommer nur wenig heller als die Flanken, im Winter rostfarben. Das Geweih ist verhältnismäßig klein und trägt nur fünf bis sechs Enden. Aus dem Gebiet des Baikalsees sind Übergangsformen mit Merkmalen des Altai-Marals beschrieben worden.

Das junge Geweih des Isubrahirsches lieferte aus russischer Farmzucht des Hirsches die „Panty“, die wegen ihrer angeblichen Heilwirkung noch in den 1930er Jahren einen wichtigen russischen Exportartikel bildete.
- Der Alashan-Wapiti (Cervus alashanicus Bobrinskii & Flerov, 1935) stammt aus Alxa, Gansu, Shanxi und der Südostmongolei.

## Kulturelle Bedeutung
Wie jedes Tier, das für die Indianer von Bedeutung war, floss auch der Wapiti in ihre Mythologie ein, wenn er auch nicht den Stellenwert beispielsweise des Kojoten oder der Spinne erreichte. Dem Wapiti werden Eigenschaften wie Graziösität, Sanftmütigkeit und Dankbarkeit zugeschrieben. Außerdem soll er ausgleichend und vermittelnd sein. Weiter ist er bekannt dafür, dass er versteht, was er braucht, um zu überleben.
Verschiedene Indianerstämme begingen Zeremonien zu Ehren des Wapitis. Solche Zeremonien verfolgten immer auch den Zweck, die Kräfte der Wapitis auf sich zu übertragen. Die Bedeutung des Wapitis spiegelt sich auch in den Namen bedeutender Medizinmänner von Jäger-Völkern wider. Beispiele hierfür sind die beiden Lakota-Indianer Black Elk („Schwarzer Wapiti“, auch als „Schwarzer Hirsch“ bekannt) und Elk Head („Wapiti-Kopf“).
Heute stellen Wapitis ein sehr beliebtes Motiv für Fetische, Schnitzereien und andere Kunsthandwerke sowie für gemalte Bilder dar.
Zwischen dem Yellowstone-Nationalpark und der Ortschaft Cody in Wyoming ist das Tal Wapiti Valley nach ihnen benannt.